# Superserien för damer 2021
La Superserien för damer 2021 è la 10ª edizione del campionato di football americano femminile di primo livello, organizzato dalla SAFF.
Il 20 aprile è stato annunciato che a causa del perdurare della pandemia di COVID-19 del 2019-2021 l'inizio del campionato sarebbe stato rinviato alla settimana 21 (29-30 maggio), poi nuovamente riviato ad agosto in formato ridotto a sole 3 squadre.

## Squadre partecipanti
| Club                 | Città     | Stadio | Sponsor ufficiale | Risultato nella stagione 2020 |
| -------------------- | --------- | ------ | ----------------- | ----------------------------- |
| ( Arlanda Jets)      | Märsta    |        |                   |                               |
| Carlstad Crusaders   | Karlstad  |        |                   |                               |
| Jönköping Spartans   | Jönköping |        |                   |                               |
| Örebro Black Knights | Örebro    |        |                   |                               |
| ( Västerås Roedeers) | Västerås  |        |                   |                               |

## Stagione regolare

### Calendario

#### Prima versione

##### 1ª giornata
| Örebro 1º maggio 2021, ore 12:00 | Örebro Black Knights | - – - | Carlstad Crusaders | Behrn Arena |

| Västerås 2 maggio 2021, ore 15:00 | Västerås Roedeers | - – - | Jönköping Spartans | Arosvallen |

##### 2ª giornata
| Karlstad 8 maggio 2021, ore 13:00 | Carlstad Crusaders | - – - | Arlanda Jets | Tingvalla IP |

| Örebro 9 maggio 2021, ore 12:00 | Örebro Black Knights | - – - | Jönköping Spartans | Behrn Arena |

##### 3ª giornata
| Märsta 15 maggio 2021, ore 13:00 | Arlanda Jets | - – - | Carlstad Crusaders | Midgårdsvallen |

| Västerås 15 maggio 2021, ore 15:00 | Västerås Roedeers | - – - | Jönköping Spartans | Arosvallen |

##### 4ª giornata
| Jönköping 23 maggio 2021, ore 12:00 | Jönköping Spartans | - – - | Västerås Roedeers | Rosenlunds IP |

| Märsta 23 maggio 2021, ore 17:00 | Arlanda Jets | - – - | Örebro Black Knights | Midgårdsvallen |

##### 5ª giornata
| Örebro 29 maggio 2021, ore 12:00 | Örebro Black Knights | - – - | Arlanda Jets | Behrn Arena |

| Karlstad 29 maggio 2021, ore 13:00 | Carlstad Crusaders | - – - | Västerås Roedeers | Tingvalla IP |

##### 6ª giornata
| Jönköping 5 giugno 2021, ore 13:00 | Jönköping Spartans | - – - | Carlstad Crusaders | Rosenlunds IP |

| Västerås 5 giugno 2021, ore 15:00 | Västerås Roedeers | - – - | Örebro Black Knights | Arosvallen |

##### 7ª giornata
| Märsta 12 giugno 2021, ore 12:00 | Arlanda Jets | - – - | Västerås Roedeers | Midgårdsvallen |

##### 8ª giornata
| Jönköping 19 giugno 2021, ore 12:00 | Jönköping Spartans | - – - | Arlanda Jets | Rosenlunds IP |

| Karlstad 19 giugno 2021, ore 13:00 | Carlstad Crusaders | - – - | Örebro Black Knights | Tingvalla IP |

### Versione definitiva

#### 1ª giornata
| Örebro 21 agosto 2021 | Örebro Black Knights | 21 – 18 | Carlstad Crusaders | Behrn Arena |

#### 2ª giornata
| Huskvarna 29 agosto 2021 | Jönköping Spartans | 0 – 50 | Carlstad Crusaders | Öxnehaga IP |

#### 3ª giornata
| Huskvarna 5 settembre 2021 | Jönköping Spartans | 8 – 41 | Örebro Black Knights | Öxnehaga IP |

#### 4ª giornata
| Karlstad 11 settembre 2021 | Carlstad Crusaders | 43 – 7 | Örebro Black Knights | Tingvalla IP |

#### 5ª giornata
| Örebro 18 settembre 2021 | Örebro Black Knights | 14 – 14 | Jönköping Spartans | Behrn Arena |

#### 6ª giornata
| Karlstad 26 settembre 2021 | Carlstad Crusaders | 43 – 0 | Jönköping Spartans | Tingvalla IP |

### Classifica
La classifica della regular season è la seguente:
- PCT = percentuale di vittorie, G = partite giocate, V = partite vinte,  P = partite perse, PF = punti fatti, PS = punti subiti

| Pos. | Squadra              | PCT  | G | V | N | P | PF  | PS  |
| ---- | -------------------- | ---- | - | - | - | - | --- | --- |
| 1    | Carlstad Crusaders   | .750 | 4 | 3 | 0 | 1 | 154 | 28  |
| 2    | Örebro Black Knights | .625 | 4 | 2 | 1 | 1 | 83  | 83  |
| 3    | Jönköping Spartans   | .125 | 4 | 0 | 1 | 3 | 22  | 148 |

## Playoff

### Semifinali
Annullate con la riduzione del numero di partecipanti, inizialmente previste per il 3-4 luglio.

### X SM-Finalen
| Örebro 2 ottobre 2021 | Carlstad Crusaders | 14 – 0 | Örebro Black Knights | Behrn Arena |

## Verdetti
- Carlstad Crusaders Campionesse della Svezia 2021